# Ойтуз (комуна)
Ойтуз (рум. Oituz) — комуна у повіті Бакеу в Румунії. До складу комуни входять такі села (дані про населення за 2002 рік):
- Келкий (494 особи)
- Марджиня (705 осіб)
- Ойтуз (6703 особи) — адміністративний центр комуни
- Пояна-Серате (312 осіб)
- Ферестреу-Ойтуз (1088 осіб)
- Хиржа (385 осіб)

Комуна розташована на відстані 200 км на північ від Бухареста, 46 км на південний захід від Бакеу, 129 км на південний захід від Ясс, 139 км на північний захід від Галаца, 99 км на північний схід від Брашова.

## Населення
За даними перепису населення 2002 року у комуні проживали 9687 осіб.
Національний склад населення комуни:
| Національність | Кількість осіб | Відсоток |
| -------------- | -------------- | -------- |
| румуни         | 9667           | 99,8%    |
| угорці         | 17             | 0,2%     |

Рідною мовою назвали:
| Мова      | Кількість осіб | Відсоток |
| --------- | -------------- | -------- |
| румунську | 9674           | 99,9%    |
| угорську  | 10             | 0,1%     |

Склад населення комуни за віросповіданням:
| Релігія       | Кількість осіб | Відсоток |
| ------------- | -------------- | -------- |
| православні   | 4770           | 49,2%    |
| римо-католики | 4736           | 48,9%    |
| адвентисти    | 173            | 1,8%     |
| не релігійні  | 3              | < 0,1%   |
| старообрядці  | 2              | < 0,1%   |
| атеїсти       | 2              | < 0,1%   |
| реформати     | 1              | < 0,1%   |